# Spiculatidiplosis fastigiatus
Spiculatidiplosis fastigiatus är en tvåvingeart som beskrevs av Fedotova 2003. Spiculatidiplosis fastigiatus ingår i släktet Spiculatidiplosis och familjen gallmyggor. Inga underarter finns listade i Catalogue of Life.